# Jürgen D. Kruse-Jarres
Jürgen Dethloff Kruse-Jarres (* 14. Dezember 1937 in Köln) ist ein deutscher Arzt für Klinische Chemie und Laboratoriumsmedizin.

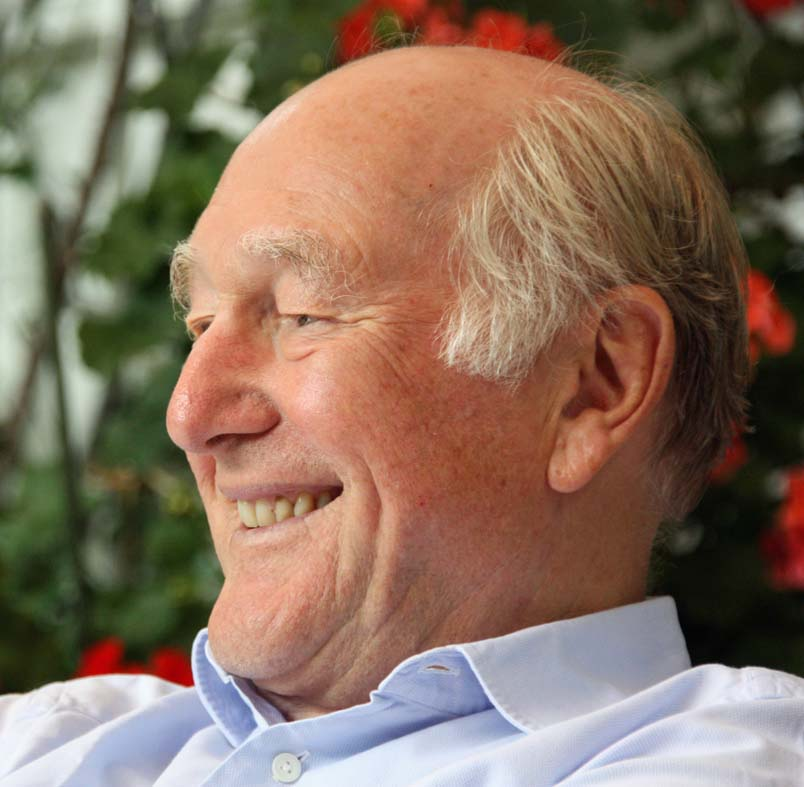
Jürgen D. Kruse-Jarres (2012)

## Leben und Wirken
Kruse-Jarres studierte Medizin an den Universitäten Freiburg, Wien und Bonn, machte 1964 sein medizinisches Staatsexamen und promovierte an der Medizinischen Akademie Düsseldorf zum Dr. med. mit einer Arbeit über Enzymaktivitäten bei Leukämien und Lymphogranulomatosen. Nach Tätigkeiten als Medizinalassistent und Assistenzarzt in München, arbeitete er ab 1968 bei Volker Klingmüller am Klinisch-Chemischen Institut im Klinikum Mannheim. Hier erwarb er den Facharzt für Laboratoriumsmedizin und habilitierte sich im Fach Klinische Biochemie mit einem Thema zur Biokinetik der Blutglucose. 1971 wurde er Leiter der klinischen und experimentellen Laboratorien an der Universitätsklinik Freiburg. 1974 wurde er Professor und Wissenschaftlicher Rat.
Kruse-Jarres wurde 1980 zum Ärztlichen Direktor des Klinisch-Chemischen Instituts am Katharinenhospital Stuttgart berufen und nahm seine Lehrtätigkeit am Universitätsklinikum Tübingen auf. Von 1983 bis 1995 übernahm er die Tätigkeit als Erster Ärztlicher Direktor und Mitglied der Krankenhausleitung des Katharinenhospitals und im Verbund aller Städtischen Kliniken Stuttgarts die Aufgaben des Obmanns aller Chefärzte. 
Nach 22-jähriger Tätigkeit wurde er 2002 pensioniert und betätigt sich als Biograph und seit 1987 als Herausgeber des Journal of Trace Elements in Medicine and Biology.

## Wissenschaftliche Tätigkeit
Am Klinikum Mannheim der Universität Heidelberg beschäftigte sich Kruse-Jarres mit der kontinuierlichen Analyse verschiedener Parameter des Blutes, vor allem des Blutzuckers. Diese Technik zur fortlaufenden Bestimmung an Stelle von Stichproben war die Grundlage für weitere Arbeiten an der Universität Freiburg zur Schaffung einer künstlichen Bauchspeicheldrüse, genannt Artifical Endocrine Pankreas (AEP), einem Gerät, das im OP und auf der Intensivstation zur Überwachung von Diabetikern seine Anwendung fand. Nach der Übersiedlung nach Stuttgart wechselte die Forschungstätigkeit zur Analytik und Bedeutung essentieller Spurenelemente in der Humanmedizin.

## Ämter
Von 1978 bis 1984 war Kruse-Jarres als Geschäftsführender Schriftführer Mitglied des Vorstands der Deutschen Gesellschaft für Klinische Chemie, von 1989 bis 1993 Präsident der Deutschen Gesellschaft für Laboratoriumsmedizin (DGLM), 1988 bis 1996 Mitglied des Präsidiumsbeirats der Deutschen Gesellschaft für Biomedizinische Technik (DGBMT), 1985 bis 1986 und erneut 2001 bis 2004 Präsident der Gesellschaft für Mineralstoffe und Spurenelemente (GMS). 1998 war er Gründungsmitglied und seither Member of the Board of Executives der Federation of European Societies on Trace Elements and Minerals (FESTEM). Von 1995 bis 2005 war er Präsident der MEDICA. Seit 2003 ist Kruse-Jarres Vorsitzender der Rotary Stiftung Stuttgart.

## Auszeichnungen
Ehrenmitglied der Deutschen Vereinten Gesellschaft für Klinische Chemie und Laboratoriumsmedizin, Ehrenmitglied der Associazione Italiana Patologi Clinici, Korrespondierendes Mitglied der Österreichischen Gesellschaft für Klinische Chemie.

## Vorfahren
Andreas Theodor Kruse (1787–1873), Preußischer Landtagsabgeordneter; Heinrich Kruse (1815–1902), Chefredakteur; Francis Kruse (1854–1930), Regierungspräsident; Karl Jarres (1874–1951), Oberbürgermeister und Reichsminister.

## Publikationen (Auswahl)
Medizinische Publikationen
- Klinische Chemie. 2 Bände. Fischer, Stuttgart/New York 1979.
- Blutglucose. Pathobiochemie, Biokinetik, klinisch-chemische Diagnostik. Thieme, Stuttgart 1979.
- Laboratoriumsmedizin. Wuth, Lünen 1987.
- Charts der Labordiagnostik. Thieme, Stuttgart/New York 1993.

Historische Publikationen
- Karl Jarres. Ein bewegtes Politikerleben – vom Kaiserreich zur Bundesrepublik. Olzog, München 2006. ISBN 978-3-7892-8179-2
- Heinrich Kruse. Journalist und Schriftsteller. Ein Kämpfer für den Liberalismus im 19. Jahrhundert. Grupello, Düsseldorf 2008. ISBN 978-3-89978-089-5
- Dauer im Wechsel. Was mich bewegte. Essays und Betrachtungen. Lichtenauer, Hamburg 2010. ISBN 978-3-00-030181-0
- Andreas Theodor Kruse, Jürgen D. Kruse-Jarres: Aufruhr am Sund. Die Hanse und Stralsund im 14. Jahrhundert. Edition Pommern, Elmenhorst 2014, ISBN 978-3-939680-21-5.
- Klänge des Leidens: Medizinische Aspekte zur Biographie großer Komponisten. Novum-Verlag, München 2017. ISBN 978-3-95840-461-8